# أصابع شبيهة بالتوليب
أصابع شبيهة بالتُّوليب (بالإنجليزية: Tulip fingers) هو مرض جلدي يؤدي إلى حدوث التهاب الجلد التماسي التحسسي والمهيج نتيجةً للاحتكاك وملامسة بصيلات التوليب.